# Maxence Rivera
Maxence Rivera (* 30. Mai 2002 in Vénissieux) ist ein französischer Fußballspieler auf der Position eines Mittelfeldspielers. Anfang des Jahres 2020 unterzeichnete er seinen ersten Profivertrag beim französischen Erstligisten AS Saint-Étienne und gab noch im selben Monat sein Profidebüt für den Club. 2024 wechselte er zur USL Dunkerque. Im Sommer 2025 folgte ein weiterer Wechsel zum niederländischen Erstligisten SC Heerenveen.

## Vereinskarriere
Maxence Rivera wurde am 30. Mai 2002 in Vénissieux, an der Stadtgrenze zu Lyon, geboren. In seiner Kindheit trat er unter anderem für knapp zwei Jahre für die US Rochoise in Erscheinung und wechselte im Sommer 2012 in die Nachwuchsabteilung des FC Bourgoin-Jallieu. Beim rund 50 Kilometer südöstlich von Lyon gelegenen Klub aus Bourgoin-Jallieu kam er bis 2015 zum Einsatz, ehe er den Sprung in die Akademie der eine weitere Autostunde entfernten AS Saint-Étienne schaffte. Hier durchlief er ab der U-15 sämtliche Nachwuchsspielklassen und wurde kurz vor seinem 17. Geburtstag erstmals in der B-Mannschaft des Klubs mit Spielbetrieb in der viertklassigen National 2 eingesetzt. Bei der 0:1-Auswärtsniederlage gegen Moulins Yzeure Foot am 18. Mai 2019 kam Rivera in der 70. Spielminute als Ersatz für Adrien Fleury auf das Spielfeld. Nur eine Woche später setzte ihn Aurélien Remoué im letzten Saisonspiel, dem Heimspiel gegen Stade Montois, in der Startformation ein. In der 65. Minute erzielte er den 1:0-Siegestreffer und wurde zehn Minuten später durch Zakaria Bengueddoudj am Spielfeld ersetzt. Im Endklassement belegte er mit der Mannschaften den neunten Platz in der Gruppe B.
Vom Saisonstart 2019/20 an wurde Rivera regelmäßig in der B-Mannschaft eingesetzt und konnte dabei Einsätze in den ersten fünf Meisterschaftsspielen der Saison verzeichnen. Danach wurde Rivera wieder vorrangig in der vereinseigenen Jugend eingesetzt und kam erst wieder nach seiner Profivertragsunterzeichnung Anfang des darauffolgenden Jahres zu Auftritten in der B-Mannschaft. Nachdem der Verein am 3. Januar 2020 bekanntgegeben hatte, dass der 1,71 m große Rechtsfuß einen bis Sommer 2022 datierten Profivertrag unterzeichnet hatte, gab Rivera am 8. Januar 2020 sein Pflichtspieldebüt für die Profis, als er bei der 1:6-Niederlage gegen Paris Saint-Germain im Viertelfinale der Coupe de la Ligue 2019/20 von Beginn an spielte und zur Halbzeit durch Charles Abi ersetzt wurde. Nur vier Tage später debütierte Rivera unter Trainer Claude Puel auch in der höchsten Fußballliga des Landes, als er bei der 0:2-Heimniederlage gegen den FC Nantes in der 66. Minute für Franck Honorat auf den Rasen kam. Danach saß der junge Offensivspieler nur mehr unregelmäßig auf der Ersatzbank der Profimannschaft und brachte es im Februar nur mehr zu zwei Einsätzen für die zweite Mannschaft, ehe der Spielbetrieb aufgrund der COVID-19-Pandemie in Frankreich zuerst unterbrochen und in weiterer Folge gänzlich eingestellt wurde. Im Endklassement der Ligue 1 2019/20 rangierte er mit der AS Saint-Étienne auf dem 17. Tabellenplatz und hatte es mit dem Team ins Finale der Coupe de France 2019/20 gebracht; über eine etwaige Austragung des Finalspiels wurde noch nicht entschieden. Aufgrund des vorzeitigen Abbruchs des Spielbetriebs hatte er mit der B-Mannschaft des Klubs keine Möglichkeit mehr sich von den hinteren Plätzen zu lösen und stieg mit der Mannschaft, die den 15. von 16 Plätzen in der Gruppe B der National 2 belegte, in die fünftklassige National 3 ab.
Im August 2022 wurde der Spieler für eine Saison an den CO Le Puy ausgeliehen.
Nachdem er 2024 zu USL Dunkerque gewechselt war, folgte im Sommer 2025 ein weiterer Transfer, diesmal zum SC Heerenveen.

## Nationalmannschaftskarriere
Zu ersten Erfahrungen in einer Nachwuchsnationalmannschaft der Fédération Française de Football kam Rivera am 12. Februar 2020, als er im Freundschaftsspiel gegen Italien in der französischen U-18-Nationalmannschaft debütierte. Beim 2:1-Sieg seines Heimatlandes im Stade Pierre Pibarot kam er in der 78. Spielminute für Kélian Nsona Wa Saka vom SM Caen, den Torschützen zum 1:0, ins Spiel.